# Попгергевци
Попгергевци (болг. Попгергевци) — село в Болгарии. Находится в Габровской области, входит в общину Трявна.

## Политическая ситуация
Попгергевци подчиняется непосредственно общине и не имеет своего кмета.
Кмет (мэр) общины Трявна — Драгомир Иванов Николов (независимый) по результатам выборов в правление общины.